# 2.º Grupo Panzer (Alemanha)
O 2º. Grupo Panzer foi um Grupo de Exército Panzer da Alemanha na Segunda Guerra Mundial, formado em 16 de Novembro de 1940 a partir do XIX Corpo de Exército. Era conhecido como Grupo de Exército Guderian de 28 de Julho de 1941 até 3 de Agosto de 1941, sendo redesignado como 2º Exército Panzer em 5 de Outubro de 1941.

## Comandantes
| Comandante                                   | Data                                            |
| -------------------------------------------- | ----------------------------------------------- |
| Generaloberst Heinz Guderian                 | 16 de novembro de 1940 - 25 de dezembro de 1941 |
| Generaloberst Rudolf Schmidt                 | 25 de dezembro de 1941 - 11 de abril de 1943    |
| General der Infanterie Heinrich Clößner      | 11 de abril de 1943 -                           |
| Generalfeldmarschall Walter Model            | 15 de julho d 1943 - 15 de agosto de 1943       |
| Generaloberst Dr. Lothar Rendulic            | 15 de agosto de 1943 - 24 de junho de 1944      |
| General der Infanterie Franz Böhme           | 24 de junho de 1944 - 18 de julho de 1944       |
| General der Artillerie Maximilian de Angelis | 18 de julho de 1944 - maio de 1945              |

## Chief of Staff
- Oberstleutnant Kurt Freiherr von Liebenstein (16 Novembro 1940 - 5 Outubro 1941)

## Oficiais de Operações
- Oberstleutnant Fritz Bayerlein (16 Novembro 1940 - 29 Agosto 1941)
- Major Werner Wolff (29 Agosto 1941 - 5 Outubro 1941)

## Área de Operações
- França (novembro de 1940 - junho de 1941)
- Frente Oriental, Setor Central (Junho 1941 - Outubro 1941)

## Ordem de Batalha
22 de Junho de 1941
- HQ
- XXIV Corpo Panzer
- 3ª Divisão Panzer
- 4ª Divisão Panzer
- 10ª Divisão de Infantaria
- 1ª Divisão de Cavalaria
- XLVI Panzer Corps
- 10ª Divisão Panzer
- SS Divisão de Infantaria Das Reich (mot.)
- Regimento de Infantaria Gross-Deutschland
- XLVII Corpo Panzer
- 17ª Divisão Panzer
- 18ª Divisão Panzer
- 29ª Divisão de Infantaria Motorizada
- Regimento Antiaéreo Hermann Göring

1 de julho de 1941
- XXIV Corpo de Exército
- XXXXVII Corpo de Exército
- XXXXVI Corpo de Exército
- XXIV Corpo de Exército
- 1 Corpo de Cavalaria
- 10ª Divisão de Infantaria

27 de Julho de 1941
- HQ
- VII Corpo de Exército
- 7ª Divisão de Infantaria
- 23ª Divisão de Infantaria
- 78ª Divisão de Infantaria
- 197ª Divisão de Infantaria
- XX Corpo de Exército
- 15ª Divisão de Infantaria
- 268ª Divisão de Infantaria
- IX Corpo de Exército
- 263ª Divisão de Infantaria
- 292ª Divisão de Infantaria
- 137ª Divisão de Infantaria
- XLVI Corpo Panzer
- 10ª Divisão Panzer
- SS Division Das Reich (mot.)
- Regimento de Infantaria Gross-Deutschland
- XXIV Corpo Panzer
- 4ª Divisão Panzer
- 3ª Divisão Panzer
- 10ª Divisão de Infantaria Motorizada
- XLVII Corpo Panzer
- 18ª Divisão Panzer
- 17ª Divisão Panzer
- 29ª Divisão de Infantaria Motorizada

7 de agosto de 1941
- VII Corpo de Exército
- IX Corpo de Exército
- XX Corpo de Exército
- XXIV Corpo de Exército
- XXXXVI Corpo de Exército
- XXXXVII Corpo de Exército

3 de setembro de 1941
- XXIV Corpo de Exército
- XXXXVII Corpo de Exército
- XXIV Corpo de Exército
- XXXXVI Corpo de Exército
- 1 Corpo de Cavalaria
- SS-Division "Das Reich"

30 de Setembro de 1941
- HQ
- XLVIII Corpo Panzer
- 9ª Divisão Panzer
- 16ª Divisão de Infantaria Motorizada
- 25ª Divisão de Infantaria Motorizada
- XXIV Corpo Panzer
- 3ª Divisão Panzer
- 4ª Divisão Panzer
- 10ª Divisão de Infantaria Motorizada
- XLVII Corpo Panzer
- 17ª Divisão Panzer
- 18ª Divisão Panzer
- 20ª Divisão de Infantaria Motorizada
- XXXIV Corpo de Exército
- 45ª Divisão de Infantaria
- 135ª Divisão de Infantaria
- XXXV Corpo de Exército
- 296ª Divisão de Infantaria
- 95ª Divisão de Infantaria
- 1ª Divisão de Cavalaria

2 de outubro de 1941
- XXXXVII Corpo de Exército
- XXIV Corpo de Exército
- XXXXVIII Corpo de Exército
- XXXV Corpo de Exército
- XXXIV Corpo de Exército

2 de janeiro de 1942
- XXXXVII Corpo de Exército
- LIII Corpo de Exército
- XXIV Corpo de Exército

10 de março de 1942
- XXIV Corpo de Exército
- XXXXVIII Corpo de Exército
- LIII Corpo de Exército
- XXXV Corpo de Exército

22 de abril de 1942
- XXXV Corpo de Exército
- LIII Corpo de Exército
- XXXXVII Corpo de Exército

24 de junho de 1942
- XXXV Corpo de Exército
- LIII Corpo de Exército
- XXXXVII Corpo de Exército
- 707ª Divisão de Infantaria
- Gruppe von Gilsa

5 de agosto de 1942
- Gruppe von Gilsa
- XXXXVIII Corpo de Exército
- XXXXI Corpo de Exército
- LIII Corpo de Exército

- 15 de novembro de 1942[1]
- XXXV Corpo de Exército
- LIII Corpo de Exército
- XXXXVII Corpo Panzer
- Korück 532
- 707ª Divisão de Infantaria
- 19ª Divisão Panzer

1 de dezembro de 1942
- Korück 532
- XXXXVII Corpo Panzer
- LIII Corpo de Exército
- XXXV Corpo de Exército
- 707ª Divisão de Infantaria

1 de janeiro de 1943
- XXXV Corpo de Exército
- LIII Corpo de Exército
- XXXXVII Corpo Panzer
- Korück 532
- 707ª Divisão de Infantaria

9 de abril de 1943
- Korück 532
- LV Corpo de Exército
- LIII Corpo de Exército
- XXXV Corpo de Exército
- XXXXI Corpo Panzer
- XXXXVI Corpo Panzer
- XX Corpo de Exército
- XXXXVII Corpo Panzer
- 208ª Divisão de Infantaria
- 8 Corpo de Cavalaria SS

7 de julho de 1943
- XXXV Corpo de Exército
- LIII Corpo de Exército
- LV Corpo de Exército
- 112ª Divisão de Infantaria
- 707ª Divisão de Infantaria

5 de setembro de 1943
- XV Corpo de Montanha
- XXI Corpo de Montanha
- LXIX Corpo de Reserva
- III Corpo Panzer SS
- 11. SS-Panzer-Grenadier-Division "Nordland"
- SS-Polizei-Regiment 14

15 de setembro de 1943
- III Corpo Panzer SS
- XV Corpo de Montanha
- XXI Corpo de Montanha
- LXIX Corpo de Reserva
- 1. Regiment “Brandenburg”

20 de novembro de 1943
- III. SS-Pz.K
- XV Corpo de Montanha
- V Corpo de Montanha SS
- XXI Corpo de Montanha
- LXIX Corpo de Reserva
- 367ª Divisão de Infantaria (em formação)

26 de dezembro de 1943
- XV Corpo de Montanha
- V Corpo de Montanha SS
- XXI Corpo de Montanha
- LXIX Corpo de Reserva
- 277ª Divisão de Infantaria (em formação)

15 de abril de 1944
- Befehlshaber Syrmien
- XV Corpo de Montanha
- V. SS-Freiw.Geb.AK
- XXI Corpo de Exército
- I. bulgarisches Korps
- 1. Kosaken-Division
- Reserve-Jäger-Regiment 1

15 de maio de 1944
- Befehlshaber Syrmien
- XV Corpo de Montanha
- V. SS-Freiw.Geb.AK
- XXI Corpo de Exército
- I. bulgarisches Korps
- 1. Kosaken-Division
- Reserve-Jäger-Regiment 1

15 de junho de 1944
- LXIX Corpo de Exército
- XV Corpo de Montanha
- V. SS-Freiw.Geb.AK
- XXI Corpo de Exército
- I. bulgarisches Korps

15 de julho de 1944
- LXIX Corpo de Exército
- XV Corpo de Montanha
- V. SS-Freiw.Geb.AK
- XXI Corpo de Exército
- I. bulgarisches Korps
- SS-Polizei-Regiment 5

31 de agosto de 1944
- XV Corpo de Montanha
- V. SS-Freiw.Geb.AK
- XXI Corpo de Exército
- LXIX Corpo de Exército
- Befehlshaber Syrmien
- 2. Regiment “Brandenburg”
- 4. Regiment “Brandenburg”
- SS-Polizei-Regiment 5

28 de setembro de 1944
- LXIX Corpo de Exército
- XV Corpo de Montanha
- V. SS-Freiw.Geb.AK
- Befehlshaber Syrmien

13 de outubro de 1944
- LXIX Corpo de Exército
- XV Corpo de Montanha
- V. SS-Freiw.Geb.AK
- IX. SS-W.Geb.AK
- Befehlshaber Syrmien

5 de novembro de 1944
- LXIX Corpo de Exército
- IX Corpo de Exército
- XV Corpo de Montanha
- V Corpo de Montanha SS
- LXVIII Corpo de Exército

26 de novembro de 1944
- Gruppe General Kübler
- LXVIII Corpo de Exército
- LXIX Corpo de Exército
- XV Corpo de Montanha
- XXII Corpo de Montanha

31 de dezembro de 1944
- LXVIII Corpo de Exército
- XXII Corpo de Montanha

26 de janeiro de 1945
- LXVIII Corpo de Exército
- XXII Corpo de Montanha
- Panzer-Grenadier-Brigade (mot.) 92

1 de março de 1945
- LXVIII Corpo de Exército
- XXII Corpo de Montanha
- Panzer-Grenadier-Brigade (mot.) 92

12 de abril de 1945
- LXVIII Corpo de Exército
- XXII Corpo de Montanha
- I Corpo de Cavalaria

30 de abril de 1945
- LXVIII Corpo de Exército
- XXII Corpo de Montanha
- I Corpo de Cavalaria

7 de maio de 1945
- I Corpo de Cavalaria
- XXII Corpo de Exército
- LXVIII Corpo de Exército